# Hans Kary
Hans Kary, né le 23 février 1949 à Spittal, est un ancien joueur autrichien de tennis.
Il remporte en tant qu'amateur les tournois de Salzbourg, Beer-Sheva et Netanya en 1969 et de Cannes en 1970. Sur le circuit ATP, il s'est illustré à Lagos en simple et à quatre reprises en double.
Il a fait partie de l'équipe d'Autriche de Coupe Davis dès 1969.

## Palmarès

### Titre en simple messieurs
| No | Date       | Nom et lieu du tournoi            | Catégorie | Dotation | Surface      | Finaliste   | Score         |  |
| -- | ---------- | --------------------------------- | --------- | -------- | ------------ | ----------- | ------------- |  |
| 1  | 26-02-1979 | Tournoi de tennis de Lagos, Lagos |           | 50 000 $ | Terre (ext.) | Peter Feigl | 6-4, 3-6, 6-2 |  |

### Finales en simple messieurs
| No | Date       | Nom et lieu du tournoi                    | Catégorie | Dotation | Surface    | Vainqueur   | Score                     |  |
| -- | ---------- | ----------------------------------------- | --------- | -------- | ---------- | ----------- | ------------------------- |  |
| 1  | 31-07-1972 | Tournoi de tennis des Pays-Bas, Hilversum |           | NC $     | Dur (ext.) | John Cooper | 6-1, 3-6, 12-10, 3-6, 6-2 |  |

### Titres en double messieurs
| No | Date       | Nom et lieu du tournoi                    | Catégorie | Dotation | Surface         | Partenaire       | Finalistes                       | Score               |  |
| -- | ---------- | ----------------------------------------- | --------- | -------- | --------------- | ---------------- | -------------------------------- | ------------------- |  |
| 1  | 27-01-1975 | Tournoi de tennis de Richmond Richmond    |           | 60 000 $ | Moquette (ext.) | Fred McNair      | Paolo Bertolucci Adriano Panatta | 7-6, 5-7, 7-6       |  |
| 2  | 14-03-1977 | Tournoi de tennis de Helsinki Helsinki    |           | 50 000 $ | Moquette (int.) | Jiří Hřebec      | John Lloyd David Lloyd           | 5-7, 7-6, 6-4       |  |
| 3  | 06-06-1977 | Tournoi de tennis de Bruxelles Bruxelles  |           | 75 000 $ | Terre (ext.)    | Jiří Hřebec      | František Pala Balázs Taróczy    | 2-6, 6-4, 2-2, n.f. |  |
| 4  | 01-02-1982 | La Serenísima Copa Argentina Buenos Aires |           | 75 000 $ | Terre (ext.)    | Zoltán Kuhárszky | Ángel Giménez Manuel Orantes     | 7-5, 6-2            |  |

### Finale en double messieurs
| No | Date       | Nom et lieu du tournoi           | Catégorie  | Surface      | Vainqueurs                  | Partenaire           | Score    |  |
| -- | ---------- | -------------------------------- | ---------- | ------------ | --------------------------- | -------------------- | -------- |  |
| 1  | 26-05-1975 | Düsseldorf Grand Prix Düsseldorf | Grand Prix | Terre (ext.) | François Jauffret Jan Kodeš | Harald Elschenbroich | 6-2, 6-3 |  |